# AGI 3x40
AGI 3x40 (abreviere de la Aruncător de Grenade Incendiare cu 3 țevi de calibrul 40 mm) este o armă portabilă de tip activ, fără recul, destinată nimicirii forței vii a inamicului, adăpostită sau neadăpostită. În cadrul armatei române, AGI 3x40 a înlocuit aruncătorul de flăcări ușor LPO-50 începând cu anul 1974.

## Descriere
AGI 3x40 are forma unei prisme triunghiulare, fiind format din trei țevi lansatoare lise, un bipied rabatabil, un mecanism de dare a focului electric (5 volți, 1 amper) și un înălțător optic (cu o greutate de 1,3 kilograme). Mânerul-pistol și sistemul optic de ochire se află pe țeava din stânga. Loviturile incendiare supracalibru au o viteză inițială redusă, de doar 90 de metri pe secundă, având un ampenaj în partea din spate. Darea focului se execută succesiv, prin apăsarea trăgaciului. Toate cele trei grenade pot fi lansate în două secunde. Aruncătorul este deservit de un singur soldat. În momentul impactului, amestecul incendiar aflat în grenada dublu-tronconică arde la o temperatură de 1500-2000 de grade Celsius.